# ليتل رايس (ويسكونسن)
ليتل رايس (بالإنجليزية: Little Rice, Wisconsin)‏ هي بلدة تقع بولاية ويسكونسن في الولايات المتحدة. تبلغ مساحتها 190.8 (كم²)، وترتفع عن سطح البحر 468 م، بلغ عدد سكانها 314 نسمة في عام 2000 حسب إحصاء مكتب تعداد الولايات المتحدة وتصل الكثافة السكانية فيها 1.8 نسمة/كم2.

## وصلات خارجية
- The US50 - Cities and Towns in Wisconsin State
- Wisconsin Cities and Towns, Facts, Map, Flag, Colleges, Government, and More